# Guillermo Viscarra
Guillermo Viscarra Bruckner (ur. 7 lutego 1993 w Santa Cruz) – boliwijski piłkarz występujący na pozycji bramkarza, reprezentant Boliwii, od 2025 roku zawodnik peruwiańskiej Alianzy Lima.